# Робертсон, Рэй
Рэй Робертсон (англ. Rae Robertson; 29 ноября 1893, Ardersier, Инвернесс — 4 ноября 1956, Лос-Анджелес) — британский пианист.

## Биография
Сын священника. Учился в Эдинбургском университете, а затем в Королевской академии музыки у Тобиаса Маттея (позднее преподавал в созданной Маттеем школе пианистов).
С 1928 года выступал и записывался в дуэте со своей женой Этель Бартлет. Ими, в частности, была впервые исполнена посвящённая им Шотландская баллада Бенджамина Бриттена (28 ноября 1941, с Симфоническим оркестром Цинциннати под управлением Юджина Гуссенса), записаны несколько произведений Арнольда Бакса, сделан целый ряд аранжировок для двух фортепиано (например, известной пьесы Энрике Гранадоса «Маха и соловей», Ноктюрна Эдварда Грига); в 1930-е годы Бартлет и Робинсон редактировали серию изданий музыкальной литературы для двух фортепиано в издательстве Оксфордского университета. О высокой популярности Бартлет и Робинсона пишет, например, Генри Джозеф Вуд (1941).